# Leena Skoog
Leena Skoog, född 6 maj 1951 i Södertälje, död 12 juli 1998 i Stockholm, var en svensk fotomodell, sångerska och skådespelare. Hon medverkade i ett antal filmer under 60-talet och 70-talet.
Leena Skoog blev känd genom ett bildreportage i herrtidningen Lektyr i slutet av 1960-talet.
Hon filmdebuterade år 1969 i två kortfilmer, nämligen Laila badar och Laila vaknar. Dessa filmer filmades av avantgardisten inom nakenfilmsbranschen Eugene Vöhrmann vars korta filmer saknade både handling och dialog. Samma år medverkade hon i Åsa-Nisse i rekordform, där hon uppträdde som nakendansös. Filmkarriären fortsatte med likartade roller fram till 1974, då hon spelade Lesley i ett avsnitt av komediserien Bless This House.
Parallellt arbetade hon som fotomodell och skådespelerska och gav också ut två singlar. Den första, "Je t’aime (Jag älskar dig så)" var en svensk version av Serge Gainsbourgs "Je "t'aime... moi non plus och spelades in i duett med Anders Näslund för Love Records. Den andra hette "Svaret på Rosen" och gavs ut på skivbolaget Rondell.
När filmkarriären tog slut vistades hon några år i Storbritannien, där hon var gift med trumslagaren Alan Whitehead från den skotska popgruppen The Marmalade. Därefter bodde hon i USA, där hon gifte sig med affärsmannen Jim Feeney och med vilken hon fick dottern Bonnie. I början av 1990-talet återvände hon till Sverige och medverkade bland annat i en folkparksuppsättning av Pippi Långstrump 1994. Samtidigt bytte hon bransch och arbetade som hushållslärare på högstadienivå i Tullinge. Hon gick bort i cancer 47 år gammal.

## Filmografi
- 1969 – Åsa-Nisse i rekordform
- 1969 – Laila (17 år) vaknar
- 1969 – Laila (17 år) badar
- 1970 – Go Girl
- 1971 – Helnaken go-go-flicka
- 1972 – Four dimensions of Greta / Three dimensions of Greta
- 1972 – Up the front

Medverkan i TV-serier:
- The Fenn Street Gang (1972, 1 episode) ... Ingrid
- The Loneliest Night of the Week (1972, 1 episode) ... Ingrid
- Bless This House (1973, 1 episode) ... Lesley
- The Loneliness of the Short Distance Walker (1973, 1 episode) ... Lesley
- Whodunnit? "Portrait in Black" (1975) ... Sheila